# Gemarkung Weidmes
Weidmes ist eine Gemarkung im Landkreis Kulmbach, die vollständig auf dem Gemeindegebiet des Marktes Grafengehaig liegt.
Die Gemarkung hat eine Fläche von 1,745 km². Sie ist in 301 Flurstücke aufgeteilt, die eine durchschnittliche Flurstücksfläche von 5796,58 m² haben. In ihr liegen die Gemeindeteile Guttenberger Hammer, Hübnersmühle und Weidmes.
Die Nachbargemarkungen sind:
| - Grafengehaig - Guttenberg | - Neuensorg - Traindorf |